# Indiase kroonmees
De Indiase kroonmees (Machlolophus aplonotus; synoniem: Parus aplonotus) is een zangvogel uit de familie Paridae (mezen).

## Verspreiding en leefgebied
Deze soort is endemisch in India en telt twee ondersoorten:
- M. a. aplonotus: centraal India.
- M. a. travancoreensis: zuidelijk India.

## Status
De Indiase kroonmees komt niet als aparte soort voor op de lijst van het IUCN, maar is daar een ondersoort van de himalayakroonmees (Machlolophus xanthogenys).